# 江口村 (新潟県)
江口村（えぐちむら）は、かつて新潟県中蒲原郡にあった村。1901年11月1日の新設合併によって消滅し、現在は新潟市江南区の一部となっている。
以下の記述は合併直前当時の旧江口村に関しての記述であり、現在では名称等が異なる場合がある。なお、ここに記述されていない内容に関しては新潟市などの記事を参照。

## 概要
阿賀野川下流左岸に位置し、地名の由来には以下の2説がある。
1. 阿賀野川の呑み口だった。
2. 上杉氏の家臣である江口某が住んでいた。

## 沿革
慶長から元和年間の開発とされる。
- 1889年（明治22年）4月1日 - 町村制施行に伴い中蒲原郡江口村が村制施行し、江口村が発足。
- 1901年（明治34年）11月1日 - 中蒲原郡山通村、山岡村、大淵村と合併し、大江山村となり消滅。大字江口となる。